# Pisenus pubescens
Pisenus pubescens is een keversoort uit de familie winterkevers (Tetratomidae). De wetenschappelijke naam van de soort werd in 1900 gepubliceerd door Thomas Lincoln Casey.